# Постоялый
Постоялый — хутор в Ольховатском районе Воронежской области России.
Входит в состав Лисичанского сельского поселения.

## География
Хутор расположен в 16 километрах к северо-востоку от поселка Ольховатка.

### Улицы
- ул. Денисова,
- ул. Жукова,
- ул. Красноармейская,
- ул. Школьная.

## История
В первой половине XVIII века была проложена дорога из Острогожска в Россошь и далее на юг, в земли донского казачества. Не доезжая 25 верст до Россоши, от основной дороги было сделано ответвление вправо на Ольховатку и влево на реку Дон. На этой развилке в середине XVIII века поселились несколько семей украинских крестьян и образовали небольшой хутор, в котором проезжие останавливались на постой. Вскоре хутор, возникший на развилке дорог, стал называться Развилки, а позже — Постоялый.
Жители хутора, православные христиане, входили в приход храма во имя Казанской Божьей Матери; в советские времена храм утрачен.

## Население
| 1859 | 1897 | 2010 |
| ---- | ---- | ---- |
| 357  | ↗530 | ↘262 |

## Известные люди
- Денисов, Сергей Прокофьевич (1909—1971) — уроженец хутора, генерал-лейтенант, дважды Герой Советского Союза (1937, 1940).